# 荒野の3軍曹
『荒野の3軍曹』（Sergeants 3）は、1962年のアメリカ合衆国の映画。1939年の映画『ガンガ・ディン』をリメイクした作品。
ジョン・スタージェス監督の作品で、出演はフランク・シナトラなど。

## キャスト
※括弧内は日本語吹替（初回放送1970年2月15日『日曜洋画劇場』）
- マイク・メリー軍曹：フランク・シナトラ（家弓家正）
- チップ・ディール軍曹：ディーン・マーティン（羽佐間道夫）
- ジョナ・ウィリアムズ：サミー・デイヴィスJr.（朝倉宏二）
- ラリー・バレット軍曹：ピーター・ローフォード（小林修）
- ロジャー・ボズウェル少佐：ジョーイ・ビショップ
- クマタカ：ヘンリー・シルヴァ
- ウィリー：バディー・レスター

## スタッフ
- 監督：ジョン・スタージェス
- 製作：フランク・シナトラ
- 原作・脚本：W・R・バーネット
- 撮影：ウィントン・ホック
- 編集：フェリス・ウェブスター
- 音楽：ビリー・メイ